# Nils-Birger Håkansson
Nils-Birger Håkansson (senare Österup) ursprungligen Larsson, född 21 april 1916 i Österslöv i Kristianstads län, död 29 januari 1994 i Kristianstad, var en svensk målare och konsthantverkare.
Han var son till fabriksarbetaren Håkan Larsson och Sigrid Svensson och från 1951 gift med Anna Margit Elisabet Persson. Håkansson var som konstnär autodidakt och bedrev studier under resor till Paris och Sydfrankrike i slutet av 1930-talet. Han debuterade i en utställning i Kristianstad 1938 och har därefter medverkat i vandringsutställningen Konsten och folket samt med Helsingborgs konstförening. Hans konst består av skogslandskap och figurkompositioner i olja eller pastell. Dessutom har han ritat möbler och gjort heminredningar.